# 张卫东 (1966年)
张卫东（1966年5月—），中华人民共和国教育部长江学者特聘教授，北京协和医学院教授、博士生导师，从事天然药物化学、中药药效物质基础和创新药物研究。

## 生平
张卫东毕业于第二军医大学药学院，后留校任教。2004年至今，任上海交通大学药学院兼职教授。